# Atrichornis clamosus
Atrichornis clamosus là một loài chim trong họ Atrichornithidae.